# Марковени
Марковени (грч. Αμπελοχώρι, до 1927. грч. Μαρκόβιανη, до 1950. грч. Μαρκοχώρι) је насељено место у општини Рупишта у периферији Западна Македонија, Грчка. Према попису из 2021. године било је 106 становника.
Према бугарском географу и историчару, Василу Канчову, у Марковену је 1900. године живело 194 Словена хришћана. Георги Константинов Бистрицки, 1919. године наводи да у Марковенима има 20 кућа Словена хришћана и 10 кућа Словена муслимана. Године 1924. муслиманско становништво је принудно исељено у Турску а на њихово место су насељене грчке избеглице из Турске, укупно 59 особа.